# Простой штык с двумя шлагами
Просто́й штык с двумя́ шла́гами (от нидерл. steek и нем. Schlag; англ. Two Round Turns and Two Half Hitches) — прочный морской старомодный крепёжный узел концом троса, который не «закусывает» (не затягивается от рывков). Исходя из названия узла на английском языке, узел состоит из пары шлагов и пары полуштыков. Отличается от простого штыка со шлагом наличием третьего (дополнительного) шлага. Дополнительные шлаги в узле более равномерно распределяют нагрузку на узел при помощи большего трения. Подходит для закрепления на стволе дерева (деревянных мачте или пале) при швартовке парусника.
В 1841 году на английском флоте узел переименован в Two Round Turns and Two Half Hitches («пара шлагов с парой полуштыков»), ранее, с 1769 года, носил название Rolling Hitch («вращающийся узел»), что указывает на видимое трение шлагов на опоре при большой нагрузке. Позднее, название Rolling Hitch было передано другому швартовному узлу, получившему второе название Mooring Hitch («причальный узел»), который на российском флоте носит название «задвижной штык» и надёжнее держит корабль за пал причала, несмотря на приливы.

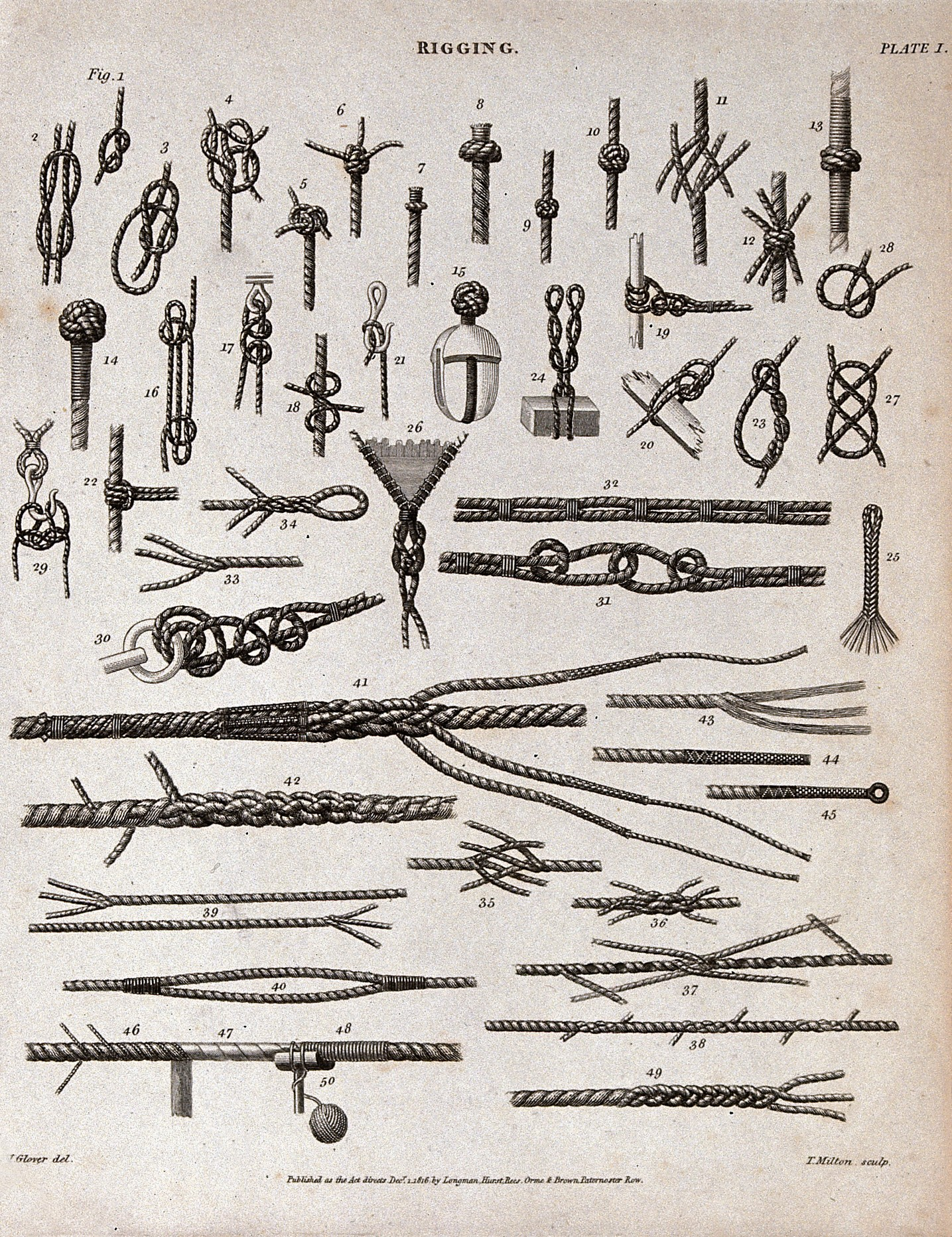
19 — простой штык с двумя шлагами и схваткой ходового конца троса с коренным

## Способ завязывания
1. Сделать пару шлагов ходовым концом троса на опоре.
2. Сделать пару полуштыков ходовым концом троса вокруг коренного.
3. Сделать схватку ходового конца троса с коренным.

## Признаки
Плюсы
- Узел — прост, легко научиться завязывать новичку
- Легко контролировать более опытному моряку правильность завязывания узла новичком
- Трудно ошибиться при завязывании
- Легко развязывать
- Большая поверхность закрепления узла на опоре позволяет увереннее переносить сильные рывки
- Исключительно прочен[15]

Минусы
- Схватка ходового конца троса за коренной — необходима (при большой тяге, на продолжительный срок, на высоте или труднодоступном месте)

## Применение
В морском деле
- Для крепления швартова за пал причала при швартовке[16]
- Для крепления троса за гак при погрузочных работах[17]